# Michael Wasian
Michael Wasian (* 28. Februar 1968 in Bielefeld) ist ein deutscher Fernseh- und Hörfunkjournalist und lebt in Bielefeld und Magdeburg.

## Leben
Michael Wasian begann seine journalistische Karriere im Jahr 1991 beim KFB – Krankenhausfunk Bielefeld (heute Klinikprogramme für Bielefeld e. V.). Weitere Stationen als Moderator und Reporter waren u. a. Antenne Brandenburg, 94,3 rs2-Berlin, Radio Herford, Radio Gütersloh, Radio Lippe.
Von 1997 bis 2003 war er als Prime-Time-Moderator beim landesweiten Sender Radio SAW zu hören.
Seit 2004 ist Michael Wasian als Autor/Reporter für das MDR-Fernsehen tätig. Darüber hinaus entwickelt er Comedy-Formate für Radiostationen.
Als Diplom-Medienpädagoge hat Michael Wasian an der Universität Bielefeld promoviert. Das Thema seiner Dissertation lautet Die Veränderung der Moderationskultur im Formatradio: Analyse der gegenwärtigen und zukünftigen Intentionen und Mechanismen der Hörfunkmoderation.
Michael Wasian erhält Lehraufträge im Bereich Journalismus und Medienpädagogik an den Universitäten der Städte Magdeburg, Paderborn und Bielefeld.
| Personendaten    | Personendaten                          |
| ---------------- | -------------------------------------- |
| NAME             | Wasian, Michael                        |
| KURZBESCHREIBUNG | deutscher Radio- und Fernsehjournalist |
| GEBURTSDATUM     | 28. Februar 1968                       |
| GEBURTSORT       | Bielefeld                              |